# Комсомольское (Симферополь)
Комсомо́льское (укр. Комсомольське, крымскотат. Komsomolskoye, Комсомольское) / Бакачи́к-Кия́т (укр. Бакачик-Кият, крымскотат. Baqaçıq Qıyat) — посёлок городского типа / посёлок в Крыму. Расположен на автодороге 35К-001 Красноперекопск — Симферополь. Входит в состав городского округа Симферополь (Грэсовского поселкового совета Симферопольского горсовета).

## Население
| 1979  | 1989  | 2001  | 2009  | 2010  | 2011  | 2012  |
| ----- | ----- | ----- | ----- | ----- | ----- | ----- |
| 1565  | ↗3312 | ↗4271 | ↗4686 | ↗4730 | ↗4787 | ↗4852 |
| 2013  | 2014  | 2021  |       |       |       |       |
| ↗4869 | ↘4447 | ↘4195 |       |       |       |       |

Расположен в центральной части Крыма, на реке Салгир, в 9 км от Симферополя, высота центра посёлка над уровнем моря — 223 м. Рядом с посёлком находится железнодорожная станция Симферополь-грузовой.
Кроме железной дороги Комсомольское связано с Симферополем троллейбусной линией и маршрутным такси. На территории посёлка имеются поликлиника и библиотека. На 1842 год в районе современной юго-западной окраины посёлка располагалась деревня Кара-Кият, к 1865 году превратившаяся в одноимённый хутор и, впоследствии, прекративший существование. Переименованный в 1948 году в Замостье Кара-Кият Каховского сельсовета видимо, возник перед самой войной (на километровой карте Генштаба Красной армии 1941 года его ещё нет) и находился южнее, поскольку в период с 1954 по 1968 год Замостье включили в состав посёлка Грэсовский. Также, в посёлке находится школа № 43, поликлиника, аптека.

## История
Село Комсомольское основано в 1956 году, вначале в составе Мирновского сельсовета (на 15 июня 1960 года село уже числилось в его составе). Решением Крымского областного Совета депутатов трудящихся от 6 августа 1965 года № 675 из Мирновского сельсовета выделен Укромновский, куда включили Комсомольское. Решением Крымского областного Совета депутатов трудящихся от 7 февраля 1972 года № 69 вновь передано в состав Мирновского, решением Крымоблисполкома от 18 июля 1989 года Комсомольское передано в подчинение Симферопольскому горсовету. Постановлением Верховного Совета АР Крым от 30 июня 1993 года селу Комсомольское присвоили статус посёлка городского типа и отнесли к Грэсовскому поссовету. С 21 марта 2014 года — аннексировано Россией.
12 мая 2016 года парламент Украины, не признающей российскую аннексию, принял постановление о переименовании села в Бакачик-Кият (укр. Бакачик-Кият), в соответствии с законами о декоммунизации, однако данное решение не вступает в силу до «возвращения Крыма под общую юрисдикцию Украины».

## Список улиц
В пгт Комсомольское 8 улиц и 5 переулков. На 2009 год, по данным горсовета, в посёлке проживало 3,6 тысячи человек.

## Транспорт
С Центром города и другими районами Симферополя связан регулярными рейсами.Автобусы: №49,49А,98,105. Маршрутки:100,101,105,112,113,149,174,175.Троллейбус:№ 9,17,20.